# Walter Ulbricht
Walter Ulbricht (ur. 30 czerwca 1893 w Lipsku, zm. 1 sierpnia 1973 w Templinie) – niemiecki polityk komunistyczny, przewodniczący rady państwa Niemieckiej Republiki Demokratycznej, sekretarz generalny Socjalistycznej Partii Jedności (SED) w latach 1950–1971.

## Życiorys
Urodził się w Lipsku w Niemczech w rodzinie rzemieślniczej, jako syn krawca. Sam przez jakiś czas odbywał praktykę czeladniczą u stolarza. Dość wcześnie związał się z kółkami marksistowskimi i w wieku dziewiętnastu lat wstąpił do Socjaldemokratycznej Partii Niemiec (SPD). Związał się też z radykalnym Związkiem Spartakusa. Był także jednym z założycieli Komunistycznej Partii Niemiec (KPD) w 1918. W czasie I wojny światowej służył na froncie wschodnim, dwukrotnie dezerterując. Po wojnie znów włączył się w działalność partii komunistycznej i w 1923 został członkiem jej Komitetu Centralnego. Z ramienia tej partii uzyskał mandat deputowanego do Reichstagu. Był członkiem parlamentu do 1933, czyli do końca istnienia Republiki Weimarskiej. Kierował partyjnymi okręgami KPD Berlin, Brandenburgia (prowincja), Łużyce i Marchia Graniczna Poznańsko-Zachodniopruska.

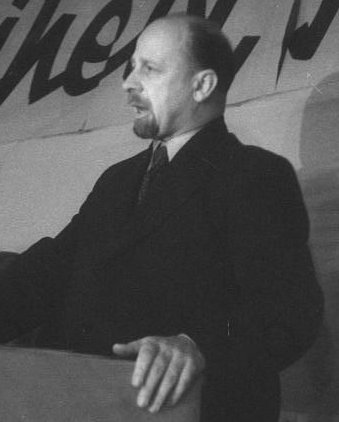
Walter Ulbricht (1946)

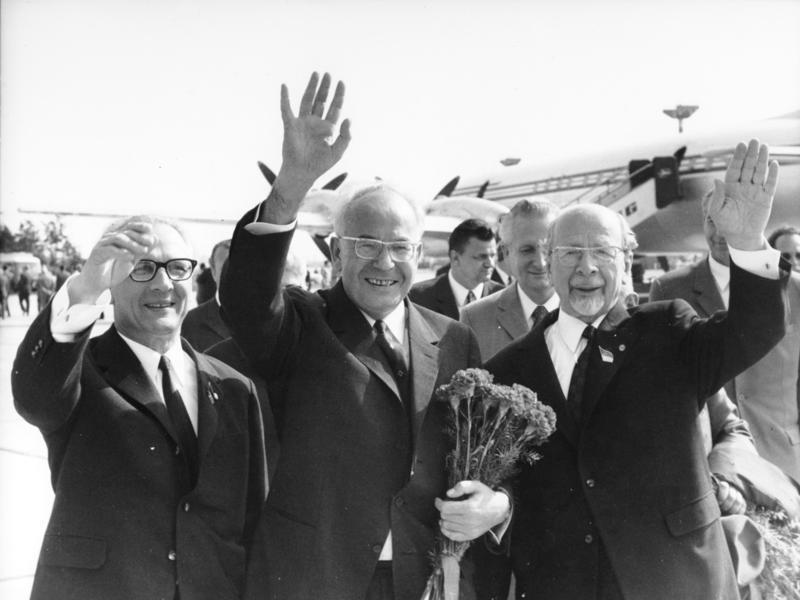
Walter Ulbricht (pierwszy z prawej, 1971)

Po przejęciu władzy w Niemczech przez NSDAP w 1933 na komunistów spadły liczne represje. W tej sytuacji Ulbricht musiał opuścić kraj. Na emigracji kontynuował działalność polityczną, prowadząc z ramienia Międzynarodówki Komunistycznej działania wymierzone przeciwko ruchowi trockistowskiemu. Studiował w Międzynarodowej Szkole Leninowskiej w Moskwie, przebywał w Paryżu, później w Hiszpanii, gdzie wziął udział w wojnie domowej lat 1936–1939. Potem ponownie znalazł się w Moskwie. W czasie II wojny światowej służył w stopniu pułkownika w szeregach Armii Czerwonej. W 1945 z polecenia Józefa Stalina powrócił do Niemiec z zadaniem odbudowania w radzieckiej strefie okupacyjnej struktur Komunistycznej Partii Niemiec. Doprowadził wkrótce do jej połączenia z SPD i utworzenia nowej Niemieckiej Socjalistycznej Partii Jedności (SED).
Komuniści z Ulbrichtem na czele szybko przejęli kontrolę nad SED. Po utworzeniu na terenie radzieckiej strefy okupacyjnej Niemieckiej Republiki Demokratycznej (NRD), Ulbricht objął stanowisko wicepremiera (11 października 1949). W 1950 r. został sekretarzem generalnym SED, czyli praktycznie przejął władzę w państwie. Po przejęciu władzy Ulbricht przystąpił do wprowadzania w życie stalinowskich wzorów ustrojowych. Rozpoczęto kolektywizację rolnictwa i rozbudowę przemysłu. Pod jego rządami na arenie międzynarodowej głoszono hasła zjednoczenia Niemiec pod rządami komunistów. W 1951 r. Ulbricht wezwał mieszkańców Zachodnich Niemiec do występowania przeciwko Stanom Zjednoczonym i podjęcia strajku generalnego.
Kiedy w 1960 r. zmarł prezydent NRD Wilhelm Pieck, zniesiono urząd prezydenta i powołano w jego miejsce Radę Państwa, na której czele stanął Ulbricht. Został w ten sposób formalnie głową państwa. W 1961 r. nakazał wzniesienie muru, który przedzielił Berlin. Miał on uniemożliwić mieszkańcom NRD ucieczki na Zachód. Na VI Kongresie partii w 1963 r. przedstawił nowy plan reform gospodarczych, które miały zapewnić dynamikę rozwojowi gospodarczemu kraju. Nowa polityka złamała podwaliny starego systemu stalinowskiego, a nawet wprowadziła pewne elementy kapitalizmu. Był otwartym przeciwnikiem reform liberalizacyjnych kierownictwa Komunistycznej Partii Czechosłowacji z Aleksandrem Dubčekiem i rządu Czechosłowacji w okresie Praskiej Wiosny. W konsekwencji NRD uczestniczyła w interwencji wojsk Układu Warszawskiego w tym kraju.
W 1971 r. zrezygnował z funkcji sekretarza generalnego SED. Na stanowisku zastąpił go Erich Honecker. Do końca życia pozostawał na reprezentacyjnym stanowisku przewodniczącego Rady Państwa NRD. Z racji sprawowanych funkcji był „skoszarowany” w partyjno-rządowych osiedlach kierownictwa NRD – początkowo wokół Majakowskiring w Berlinie-Pankow, następnie na Osiedlu Leśnym w Bernau. Zmarł w Templinie w 1973 r. Pochowany na Cmentarzu Centralnym Friedrichsfelde w Berlinie.
Imieniem Waltera Ulbrichta nazwano w NRD statek – był to jeden z ostatnich kontenerowców, zbudowanych dla tamtejszego armatora, Deutsche Seereederei (DSR).

### Życie prywatne

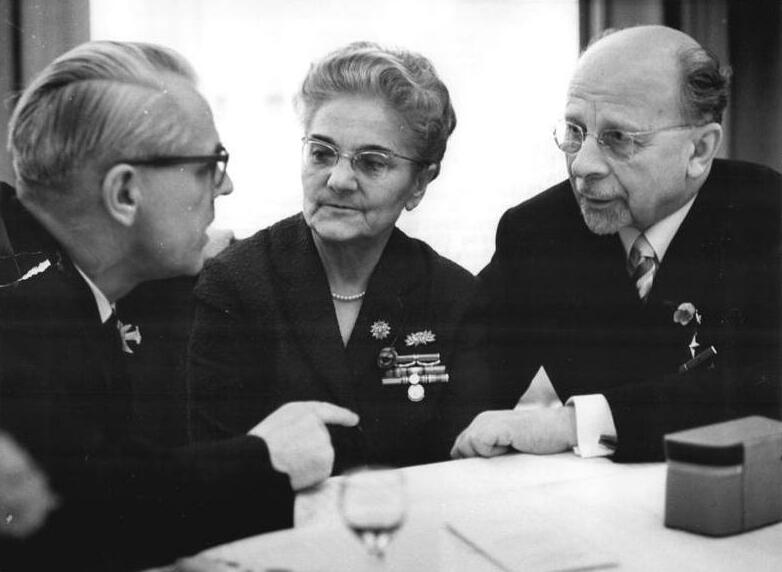
Willi Stoph z Lotte i Walterem Ulbrichtami (1967)

W 1920 roku Ulbricht poślubił Marthę Schmellinsky (1892-1974), krawcową z Lipska, z którą przyjaźnił się od 1915 roku. Para szybko oddaliła się od siebie, ale małżeństwo rozwiodło się dopiero w 1949 roku. Para miała córkę Dorę (1920-2010), która mieszkała w Niemczech Zachodnich.
Jednocześnie Ulbricht pozostawał w związku z urodzoną w Warszawie działaczką Francuskiej Partii Komunistycznej (PCF) Rosą Michel (właśc. Marie Wacziarg,1901-1990). W 1931 roku ze związku urodziła się córka Rose (1931-1995).
Romans zakończył się w 1935 roku, kiedy to Lotte Kühn (1903-2002) została partnerką Ulbrichta. Para zawarła związek małżeński w 1953 roku. W 1946 roku Ulbrichtowie adoptowali córkę ukraińskiej robotnicy przymusowej, która zginęła podczas bombardowania Lipska – Marię Pestunovą (ur. 1944), której nadali imię Beate. Beate Ulbricht została zamordowana w swoim mieszkaniu w berlińskim Lichtenbergu w grudniu 1991 roku. Lotte Ulbricht zmarła w Berlinie-Pankow w wieku 98 lat i spoczęła w anonimowym grobie na Friedhof Weißensee. Mowę pogrzebową wygłosił Egon Krenz.